# Стармали (лист)
Стармали је хумористички лист, који је излазио у Новом Саду, од 10. јун 1878. до 31. децембра 1889, када се главни и одговорни уредник Јован Јовановић Змај опростио од читалаца.

## Историјат
Поднаслов листа је често мењан: "лист за збијање шале", "хумористичко-сатирички лист". 
Израстао је из Илустроване ратне хронике коју је Змај издавао од 1977. до 1878. године. 
Овај најчувенији Змајев шаљиви лист појавио се у јеку Берлинске конференције 1878. године.
Од одлука које су донете на Берлинском конгресу зависила је будућност српског и осталих јужнословенских народа, те је Јован Јовановић Змај одлучио да своје моћно перо и таленат поново стави у службу народних интереса.
Стармали је излазио без прекида пуних дванаест година и за то време објављено је 410 бројева овог листа.